# Polikarpov R-5
Le Polikarpov R-5 (en russe : « Полика́рпов Р-5 ») est un avion militaire de l'entre-deux-guerres.
Il connut des versions modernisées; successivement le R5SSS et le R-Z.
Des exemplaires combattirent lors de la guerre civile espagnole et en 1943-1944, en missions de harcèlement.